# 시므온 (루가의 복음서)

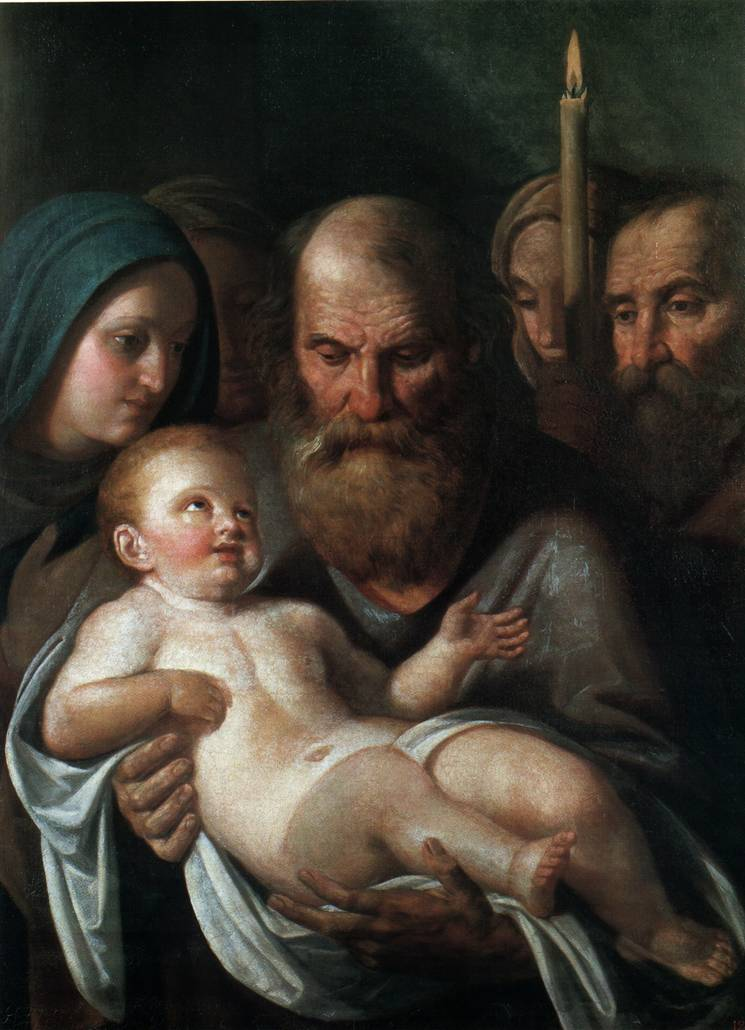

시므온(개역개정, 공동번역) 또는 성 시메온(가톨릭 성경)(이탈리아어: San Simeone il Vecchio, 고대 시리아어:ܫܡܥܘܢ ܕܐܣܛܘܢܐ, 고대 그리스어: Συμεών ο στυλίτης)은 루가의 복음서의 등장인물이다. 예루살렘에 거주하던 사람으로서 올바르고 경건하게 살았으며 이스라엘의 구원을 기다리고 있었다. 그는 모세법이 정한대로 아기 예수를 성전에 바치는 광경을 목격하고 달려와서는 아기를 두 팔에 받아 안고 "눈크 디미띠스"로 알려진 감사의 기도를 바쳤다. 가톨릭 등에서 성인으로 간주되며 축일은 10월 8일이다. 탈무드에서는 시므온이 할렐의 아들이자 가말리엘의 아버지와 동일인물로 묘사하기도 한다.

## 성경에서의 언급
신약성경 루가의 복음서에서는 시므온에 대해 이렇게 말한다.
| “ | 21여드레째 되는 날은 아기에게 할례를 베푸는 날이었다. 그 날이 되자 아기가 잉태되기 전에 천사가 일러준 대로 그 이름을 예수라고 하였다. 22그리고 모세가 정한 법대로 정결 예식을 치르는 날이 되자 부모는 아기를 데리고 예루살렘으로 올라갔다. 23그것은 "1)누구든지 첫아들을 주님께 바쳐야 한다."는 주님의 율법에 따라 아기를 주님께 봉헌하려는 것이었고 24또 주님의 율법대로 2)산비둘기 한 쌍이나 집비둘기 새끼 두 마리를 정결례의 제물로 바치려는 것이었다. 25그런데 예루살렘에는 시므온이라는 사람이 살고 있었다. 이 사람은 의롭고 경건하게 살면서 이스라엘의 구원을 기다리고 있었다. 그에게는 성령이 머물러 계셨는데 26성령은 그에게 주님께서 약속하신 그리스도를 죽기 전에 꼭 보게 되리라고 알려주셨던 것이다. 27마침내 시므온이 성령의 인도를 받아 성전에 들어갔더니 마침 예수의 부모가 첫아들에 대한 율법의 규정을 지키려고 어린 아기 예수를 성전에 데리고 왔다. 28그래서 시므온은 그 아기를 두 팔에 받아 안고 하느님을 찬양하였다. 29"주여, 이제는 말씀하신 대로 이 종은 평안히 눈감게 되었습니다. 30주님의 구원을 제 눈으로 보았습니다. 31만민에게 베푸신 구원을 보았습니다. 32그 구원은 이방인들에게는 주의 길을 밝히는 빛이 되고 주의 백성 이스라엘에게는 영광이 됩니다." 33아기의 부모는 아기를 두고 하는 이 말을 듣고 감격하였다. 34시므온은 그들을 축복하고 나서 아기 어머니 마리아에게 이렇게 말하였다. "이 아기는 수많은 이스라엘 백성을 넘어뜨리기도 하고 일으키기도 할 분이십니다. 이 아기는 많은 사람들의 반대를 받는 표적이 되어 35당신의 마음은 예리한 칼에 찔리듯 아플 것입니다. 그러나 그는 반대자들의 숨은 생각을 드러나게 할 것입니다." 1): 출애 13:2(13:12, 15 참조). 2): 레위 5:7, 12:8. | ” |
|   | — 《공동번역 개정판》 루가의 복음서 2장 |   |

## 시므온의 노래
시므온의 노래(라틴어: Nunc Dimittis)는 노인 시므온이 성모 마리아가 아기 예수를 성전에서 하느님께 봉헌할 때 불렀던 노래이다(루가 2:29-32). 4세기부터 그날의 마지막 성무일도(聖務日禱)에 삽입되었다.
"주여 말씀하신 대로
이제는 주의 종을 평안히 떠나가게 하소서.
만민 앞에 마련하신 주의 구원을
이미 내 눈으로 보았나이다.
이교 백성들에게는 계시의 빛이시요
주의 백성 이스라엘에게는
영광이 되시는 구원을 보았나이다."

## 같이 보기
- 주현절
- 교회력

## 참고자료
- 가톨릭대사전[쪽 번호 필요]